# Guotai Junan Securities
Guotai Junan Securities — китайская финансовая компания, одна из крупнейших брокерских компаний КНР. В списке крупнейших компаний мира Forbes Global 2000 за 2021 год заняла 689-е место (1648-е по размеру выручки, 431-е по чистой прибыли, 356-е по активам и 1414-е по рыночной капитализации). Штаб-квартира расположена в Шанхае.

## История
Компания образовалась в 1999 году в результате слияния Guotai Securities и Junan Securities (обе были основаны в 1992 году). В 2015 году акции Guotai Junan Securities были размещены на Шанхайской фондовой бирже, а в 2017 году — на Гонконгской.

## Акционеры
Крупнейшим акционером является Shanghai International Group (33,34 %).

## Деятельность
Сеть компании на 2020 год насчитывала 418 отделений, из них 54 было в Шанхае, 18 — в Пекине, 49 — в провинции Гуандун, 46 — в провинции Чжэцзян, 28 — в провинции Цзянсу.
Выручка за 2020 год составила 46,4 млрд юаней, из них 16,7 млрд пришлось на комиссионные доходы, 14,5 млрд — на процентный доход, 8,9 млрд — инвестиционный доход. На зарубежные операции пришлось 11 % выручки.
Подразделения по состоянию на 2020 год:
- Институциональные финансы — брокерские услуги, размещение акций и облигаций на фондовых биржах, хранение активов в депозитариях, управление фондами; выручка 21,6 млрд юаней.
- Персональные финансы — управление частным капиталом; выручка 16,9 млрд юаней.
- Инвестиционный менеджмент — управление активами инвестиционных фондов и компаний (активы под управлением составили 526 млрд юаней); выручка 2,6 млрд юаней.
- Международные операции — деятельность гонконгской дочерней компании Guotai Junan International, предоставляющей брокерские и другие финансовые услуги клиентам из Гонконга, США, Европы и Юго-Восточной Азии; выручка 4,7 млрд юаней.

## Дочерние компании
Основные дочерние компании на 2020 год:
- Guotai Junan Financial Holdings (основана в 2007 году, Гонконг)
- Guotai Junan Asset Management (основана в 2010 году, Шанхай)
- Guotai Junan Futures (основана в 2000 году, Шанхай)
- Guotai Junan Innovation Investment (основана в 2009 году, Шанхай)
- Guotai Junan Zhengyu (основана в 2018 году, Шанхай)
- Shanghai Securities (основана в 2001 году, Шанхай, 51 %)
- Guoxiang Properties (основана в 2011 году, Шанхай)
- Guotai Junan Holdings Limited (BVI) (Британские Виргинские острова)
- Guotai Junan International (Singapore) Holdings Pte. Limited (Сингапур, 73,25 %)
- Guotai Junan Securities USA Holding, Inc. (США)
- Vietnam Investment Securities Company (Вьетнам, 37,34 %)